# 1125 год
1125 (ты́сяча сто два́дцать пя́тый) год  по юлианскому календарю — невисокосный год, начинающийся в четверг. Это 1125 год нашей эры, 5‑й год 3‑го десятилетия XII века 2‑го тысячелетия, 6‑й год 1120‑х годов. Он закончился 900 лет назад.
| Пн | Вт | Ср | Чт | Пт | Сб | Вс |
|    |    |    | 1  | 2  | 3  | 4  |
| 5  | 6  | 7  | 8  | 9  | 10 | 11 |
| 12 | 13 | 14 | 15 | 16 | 17 | 18 |
| 19 | 20 | 21 | 22 | 23 | 24 | 25 |
| 26 | 27 | 28 | 29 | 30 | 31 |    |

| Пн | Вт | Ср | Чт | Пт | Сб | Вс |
|    |    |    |    |    |    | 1  |
| 2  | 3  | 4  | 5  | 6  | 7  | 8  |
| 9  | 10 | 11 | 12 | 13 | 14 | 15 |
| 16 | 17 | 18 | 19 | 20 | 21 | 22 |
| 23 | 24 | 25 | 26 | 27 | 28 |    |

| Пн | Вт | Ср | Чт | Пт | Сб | Вс |
|    |    |    |    |    |    | 1  |
| 2  | 3  | 4  | 5  | 6  | 7  | 8  |
| 9  | 10 | 11 | 12 | 13 | 14 | 15 |
| 16 | 17 | 18 | 19 | 20 | 21 | 22 |
| 23 | 24 | 25 | 26 | 27 | 28 | 29 |
| 30 | 31 |    |    |    |    |    |

| Пн | Вт | Ср | Чт | Пт | Сб | Вс |
|    |    | 1  | 2  | 3  | 4  | 5  |
| 6  | 7  | 8  | 9  | 10 | 11 | 12 |
| 13 | 14 | 15 | 16 | 17 | 18 | 19 |
| 20 | 21 | 22 | 23 | 24 | 25 | 26 |
| 27 | 28 | 29 | 30 |    |    |    |

| Пн | Вт | Ср | Чт | Пт | Сб | Вс |
|    |    |    |    | 1  | 2  | 3  |
| 4  | 5  | 6  | 7  | 8  | 9  | 10 |
| 11 | 12 | 13 | 14 | 15 | 16 | 17 |
| 18 | 19 | 20 | 21 | 22 | 23 | 24 |
| 25 | 26 | 27 | 28 | 29 | 30 | 31 |

| Пн | Вт | Ср | Чт | Пт | Сб | Вс |
| 1  | 2  | 3  | 4  | 5  | 6  | 7  |
| 8  | 9  | 10 | 11 | 12 | 13 | 14 |
| 15 | 16 | 17 | 18 | 19 | 20 | 21 |
| 22 | 23 | 24 | 25 | 26 | 27 | 28 |
| 29 | 30 |    |    |    |    |    |

| Пн | Вт | Ср | Чт | Пт | Сб | Вс |
|    |    | 1  | 2  | 3  | 4  | 5  |
| 6  | 7  | 8  | 9  | 10 | 11 | 12 |
| 13 | 14 | 15 | 16 | 17 | 18 | 19 |
| 20 | 21 | 22 | 23 | 24 | 25 | 26 |
| 27 | 28 | 29 | 30 | 31 |    |    |

| Пн | Вт | Ср | Чт | Пт | Сб | Вс |
|    |    |    |    |    | 1  | 2  |
| 3  | 4  | 5  | 6  | 7  | 8  | 9  |
| 10 | 11 | 12 | 13 | 14 | 15 | 16 |
| 17 | 18 | 19 | 20 | 21 | 22 | 23 |
| 24 | 25 | 26 | 27 | 28 | 29 | 30 |
| 31 |    |    |    |    |    |    |

| Пн | Вт | Ср | Чт | Пт | Сб | Вс |
|    | 1  | 2  | 3  | 4  | 5  | 6  |
| 7  | 8  | 9  | 10 | 11 | 12 | 13 |
| 14 | 15 | 16 | 17 | 18 | 19 | 20 |
| 21 | 22 | 23 | 24 | 25 | 26 | 27 |
| 28 | 29 | 30 |    |    |    |    |

| Пн | Вт | Ср | Чт | Пт | Сб | Вс |
|    |    |    | 1  | 2  | 3  | 4  |
| 5  | 6  | 7  | 8  | 9  | 10 | 11 |
| 12 | 13 | 14 | 15 | 16 | 17 | 18 |
| 19 | 20 | 21 | 22 | 23 | 24 | 25 |
| 26 | 27 | 28 | 29 | 30 | 31 |    |

| Пн | Вт | Ср | Чт | Пт | Сб | Вс |
|    |    |    |    |    |    | 1  |
| 2  | 3  | 4  | 5  | 6  | 7  | 8  |
| 9  | 10 | 11 | 12 | 13 | 14 | 15 |
| 16 | 17 | 18 | 19 | 20 | 21 | 22 |
| 23 | 24 | 25 | 26 | 27 | 28 | 29 |
| 30 |    |    |    |    |    |    |

| Пн | Вт | Ср | Чт | Пт | Сб | Вс |
|    | 1  | 2  | 3  | 4  | 5  | 6  |
| 7  | 8  | 9  | 10 | 11 | 12 | 13 |
| 14 | 15 | 16 | 17 | 18 | 19 | 20 |
| 21 | 22 | 23 | 24 | 25 | 26 | 27 |
| 28 | 29 | 30 | 31 |    |    |    |

## События

### Западная и Центральная Европа

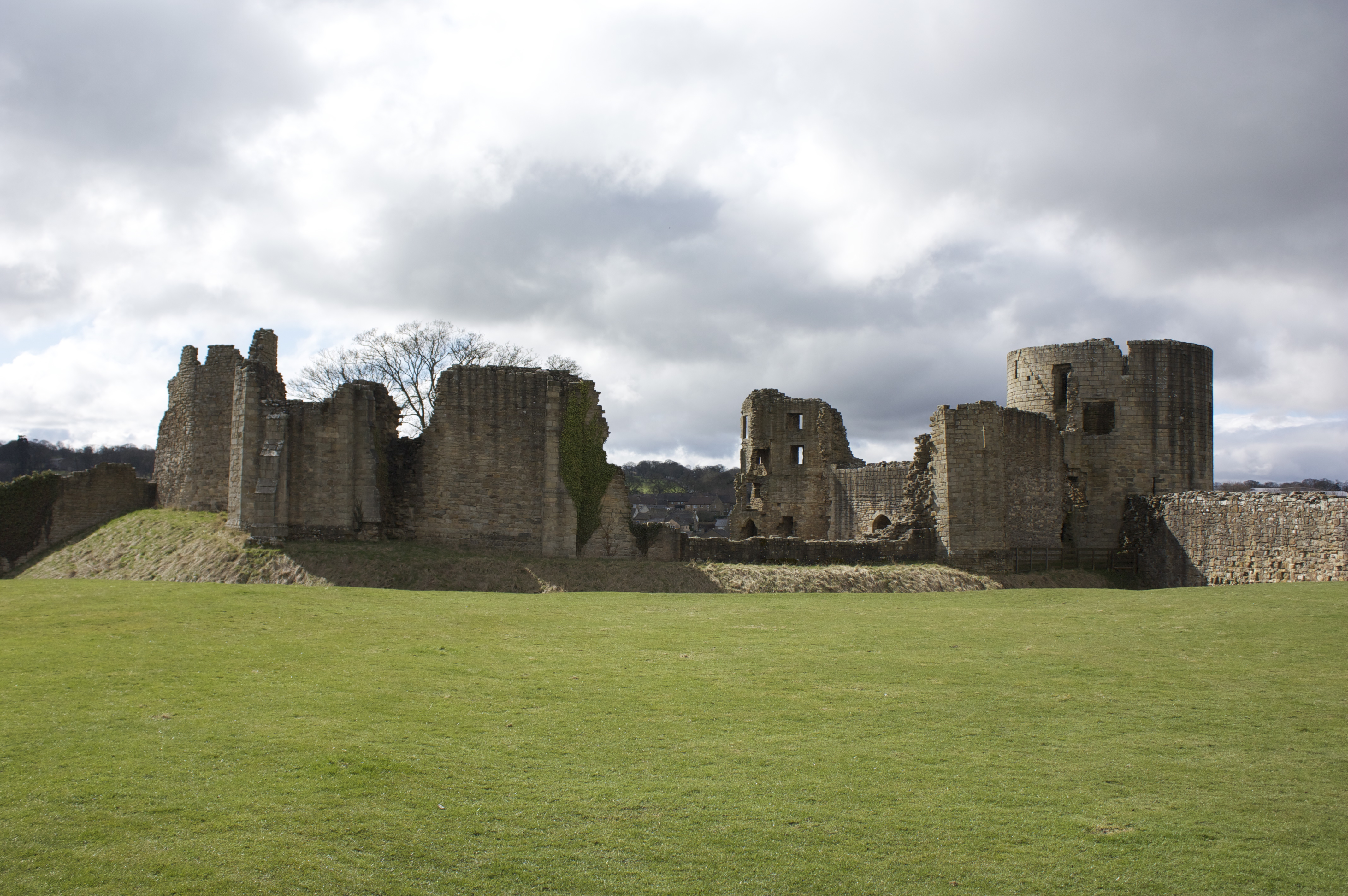
Руины замка Барнард (Англия), построенного в 1125 году

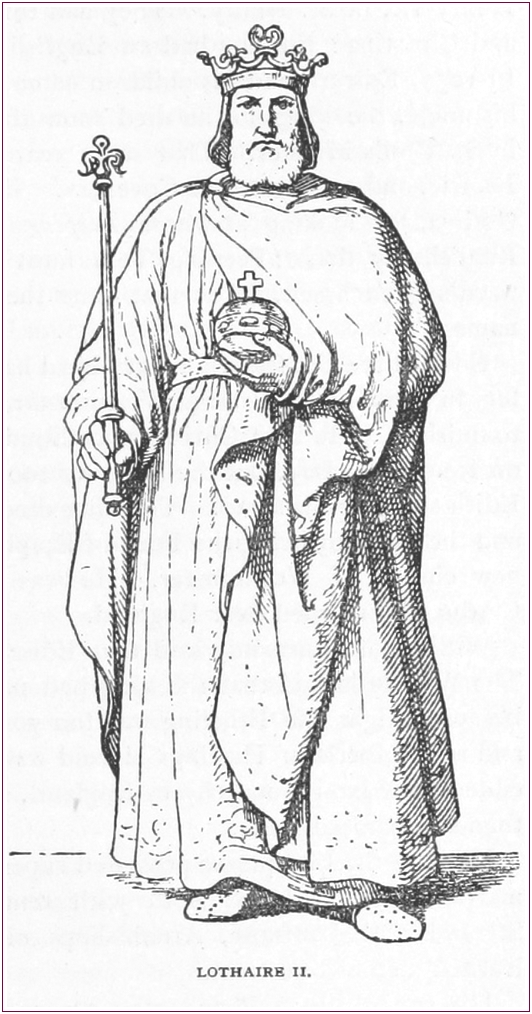
Лотарь II

- 1122—1126 — Венециано-византийская война. Первое крупное столкновение двух держав восточного Средиземноморья из-за торгово-коммерческих интересов, завершившаяся укреплением влияния Венеции в Леванте[1].
- 1123—1128 — Англо-французская война. Третья война между Людовиком VI Толстым и Генрихом I Боклерком[2].
- 1125—1126 — начался Крестовый поход Альфонса I Арагонского в Андалусию. Завоевательная кампания короля Альфонсо I Арагонского на территории Аль-Андалуса, включившая в себя поражение мусульманской армии в сражении у Арнисола (близ Лусены) и переход под власть христианского короля 40 000 мосарабов, поселившиеся после этого в долине реки Эбро[3].
- 23 мая — смерть Генриха V. Борьба за престол между Лотарем Саксонским и Фридрихом II, герцогом Швабии, сыном герцога Фридриха I.
- Стефан Блуа и бароны приносят клятву наследнице английского престола Матильде.
- Матильда Булонская становится графиней Булонской.
- Венчание Стефана Блуаского и Матильды Булонской.
- Взятие и разрушение флорентийцами города Фьезоле.
- Венецианцы захватывают Сплит и Трогир у венгерского короля Иштвана II.
- Распался союз западнославянских племён — лютичей.
- Голод этого года уменьшил население Германского королевства наполовину.
- Впервые упоминается коллегия консулов в Сиене, ставшая фактически правительством города.
- Впервые упоминается город Ставангер.

### Азия и Африка
- 1114—1125 — закончилась Цзиньско-ляоская война между чжурчжэньского государства Цзинь в союзе с китайской империей Сун против киданьского государства Ляо, завершившаяся уничтожением последнего[4].
- 11 июня — крестоносцы одержали победу над сельджуками в битве при Аазазе[5].
- Абд аль-Мумин и Ибн Тумарт вступили в борьбу с альморавидами и были разбиты султаном Али-Абуль-Хакем вблизи Марокко.
- Сунцы заключают союз с чжурчженями для совместного похода против киданей. Падение государства Ляо.
- Чжурчжэни уничтожили государство киданей, был разрушен город Тайюань.
- Чжурчжэни захватывают часть нынешних провинций Хэбэй и Шаньси. Китайцы вынуждены уплатить контрибуцию.
- Правители Корё признают себя вассалами чжурчжэней и обязуются выплачивать дань.

## Русь
Правление: 1113—1125 — Владимир Всеволодович Мономах и 1125—1132 — Мстислав Владимирович Великий

### Правление Владимира Мономаха
- 19 мая — на реке Альта «у милое церкве» святых мучеников Бориса и Глеба построенный им в 1117 году, умирает Владимир Мономах. Тело его перевозят в Киев, где хоронят в соборе Святой Софии[6].

#### Правление Мстислава Владимировича
- 20 мая — на следующий день после смерти отца, Мстислав Великий беспрепятственно становится киевским князем. Фактически под его контролем находились Новгород и Смоленск, где княжили его сыновья: Всеволод (с 1117) и Ростислав (с 1125)[7].
- Май — половцы предприняли набег на приграничный город Баруч, но переяславский князь Ярополк Владимирович одерживает победу над половцами в битве у Полкостеня[8].
- 20 мая — Ростислав Мстиславич становится смоленским князем[9].
- 1125 — Вячеслав Владимирович первый раз становится туровским князем[10].
- Ярополк Владимирович садится на княжение в Переяславль-Русский[11].
- Владимирко Володарович после смерти отца князя Володаря Ростиславича получил во владение Звенигород и Белз с волостями[12].
- =Владимирко Володарович успешно выдержал борьбу с братом, перемышленским князем Ростиславом Володаровичем, пытавшимся лишить его владений[12].
- В киевское княжение Мстислава Владимировича его воевода изгнали половцев за Дон, Волгу и Яик, то есть фактически очистили южно-русские приграничные степи. В результате победоносных походов в эти года половцы были разгромлены[13].
- Юрий Долгорукий перенёс столицу Ростово-Суздальского княжества из Ростова в Суздаль.
- 4 октября — киевский митрополит Никита, с одобрения Ярополка Владимировича, ставит в епископы переяславские (Переяславль-Русский) игумена Марка[14].
- Первое письменное упоминание пгт Барышевка[15].
- Приблизительно в этом году основана новгородская деревня Кулотино.

## Начало правления
См. также: Список глав государств в 1125 году
- 1125—1154, 1155—1156 — Царь Грузии Димитрий I.
- 30 августа — Лотарь II, герцог Саксонии, восходит на немецкий престол.
- Тибо II Шампанский — граф Шампани.
- Собеслав I — князь Богемии.
- Магнус I Сильный провозгласил себя королём в Гётеланде, а Рагнвальд Ингесон — в Свеаланде.

## Наука
- Альберт Аахенский начинает писать свою «Иерусалимскую историю» (лат. Chronicon Hierosolymitanum de Bello Sacro).
- Генрих Хантингдонский начинает писать «Историю английского народа».
- Первая редакция «Истории английских королей» Вильяма Мальмсберийского увидела свет.

## Родились
См. также: Категория:Родившиеся в 1125 году
- Маргарита де Бомон — жена Рауля IV де Тосни.
- Мафальда (Матильда, Маго) Савойская — жена Афонсу I Великого.
- Отто — сын Конрада, маркграф Майссена 1156—1190, маркграф Нидерлаузица 1185—1190.
- Рено де Шатийон — рыцарь, участник Второго крестового похода, князь Анитохии.
- Ок. Авраам бен-Давид — французский комментатор Талмуда.
- Ок. Роджер Фиц-Миль — англонормандский аристократ, 2-й граф Херефорд и коннетабль Англии.

## Скончались
См. также: Категория:Умершие в 1125 году
- 3 января — Гильом II Немецкий, граф Бургундии.
- 24 января — Давид Строитель, грузинский царь.
- 12 апреля — Владислав I, князь Богемии.
- 19 мая — Владимир Мономах (1053—1125) — великий князь киевский в 1113—1125, государственный деятель, военачальник и писатель[16].
- 23 мая — Генрих V (1081—1125) — германский король и император Священной Римской Империи (с 1105 года).
- 21 октября — Козьма Пражский, первый чешский хронист.
- Агнес — дочь Гуго Великого.
- Бернард де Нёфмарш — англонормандский рыцарь, один из пионеров нормандской экспансии в Уэльсе в конце XI века, завоеватель Брихейниога и основатель замка Брекон
- Гуго I — граф Шампанский.
- Евстахий III — участник Первого крестового похода.
- Инге Младший — король Швеции.
- Ирнерий — первый из глоссаторов, преподавателей и комментаторов свода законов Юстиниана, один из основоположников западноевропейского изучения римского права.